# Bidhan
Mit Bidhan, auch Bidan (arabisch بيضان, DMG Baiḍān (Pl.), Sg. m. Baiḍānī) bezeichnen sich jene arabisch-berberischstämmigen Volksgruppen der Mauren, die in der Sahara leben (Mauretanien, Westsahara, Mali, Marokko, Algerien und Niger). Dieser Artikel bietet einen Überblick über die soziale Struktur dieses Volkes. Die Bedeutung des Wortes Bidhan kommt vom arabischen Wort für ‚weiß‘ arabisch أبيض, DMG abyaḍ.

## Siedlungsgebiet und Gesellschaft
Die Bidhan sind von arabisch-berberischer Abstammung, obwohl im Laufe der Jahrhunderte viele sich unter den afrikanischen Völkern verheirateten. Diese Mauren besetzen zerstreute Gebiete in Westafrika, im Süden von Marokko, in Niger, an der atlantischen Küste und in Mali. Sie sprechen Hassania (auch: Hassaniya oder klam hassan), einen arabischen Dialekt. Die größte Konzentration dieser Gruppe ist in Mauretanien, das seinen Namen dieser Hauptgruppe verdankt. Die komplexen sozialen Beziehungen der maurischen Gesellschaft basieren auf einer starr hierarchischen sozialen und ethnischen Teilung. Die sozialen Unterscheidungen spiegeln die Auswirkung des Erbes, des Handwerkes und des Wettrennens wider. Mauren unterscheiden zwischen dem freien Status der Oberschicht (Krieger und Religionsgelehrte) einerseits, sowie den Tributpflichtigen, den Handwerkern und den Sklaven andererseits. Die nichtmaurischen Völker (Soudans, „Schwarzafrikaner“) sind in dieser Teilung nicht eingeschlossen.
Die zwei herrschenden Gruppen der maurischen Gesellschaft sind die Krieger; hauptsächlich von arabischer Abstammung der Stämme Beni Hassan, daher auch ihr Name Hassan oder Lerab (العرب) und die religiösen Führer Zawaya (الزوايا) oder Telba (الطلبة), auch Marabouts genannt, sind die Erben der religiösen Mauren der Almoraviden. Diese zwei Gruppen stellen den maurischen Adel dar und mischten sich mit den schwarzafrikanischen Völkern am geringsten. Die Vasallen der Tributpflichtigen Zenaga gehören zur Elite und folgen im Status den Hassan und Zawaya. Sie sind die Nachkommen der von den Arabern besiegten Berber und ihr arabischer Dialekt zeigt einen größeren berberischen Einfluss. Obwohl diese drei sozialen Schichten die „weißen“ Mauren (Bidhan) genannt werden, haben sich die Zenaga in einem größeren Grad mit den Afrikanern vermischt.
Die Handwerker Lemalmin (المعلمين, maʿllem, m., maʿllemīn, Pl., „Schmied“) werden als Mitglieder einer in sich geschlossenen Kaste angesehen, die untereinander heiraten und ein eigenes soziales Leben führen. Eine weitere Kaste bilden die Barden und Unterhalter, ighawen (iggāwen) in Mauretanien und griots anderswo in Westafrika genannt. Zur unteren sozialen Rangstufe gehören die „schwarzen“ Mauren Haratin, die Nachkommen der unterworfenen Sklavenschicht.
Originalmythen wurden weitergegeben, um den sozialen Status zu verdeutlichen und um Elemente dieses raffinierten Systems der Schichtung zu rechtfertigen. Die Handwerker und die Musiker in der Gesellschaft der Mauren wären eher semitischer (arabischer) als berberischer oder afrikanischer Herkunft. Man denkt, dass die 'Fischer von Imraguen', eine in der Nähe von Nouadhibou lebende Kastengruppe, von den Urbewohnern 'Bafour' abstammen könnten, einer einheimischen schwarzen Volksgruppe, die nach Süden vor der Ausdehnung der Wüste ausgewandert war. Die kleinen Jägergruppen der Nmadis könnten die Reste des ersten Volks sein, das die Sahara bewohnte, und sind berberischen Ursprungs.

### Bidhanischer Adel
Der Kontakt zwischen den Eliten der Mauren, Kriegern und Marabouts ist symbolischer Natur. Traditionell haben die kriegerischen die nichtbewaffneten religiösen Stämme beschützt, während die Marabouts den Kriegern politische, geistige und moralische Unterstützung anboten. Die Krieger setzen ihre Interessen im Allgemeinen mittels Kämpfen und Kriegen durch und beherrschen oft kein anderes Handwerk, während die Marabouts die intellektuelle Schicht repräsentieren. Sie arbeiten in Landwirtschaft und Handel und sehen sich als Träger und Beschützer der islamisch-arabischen Kultur. Unter den Franzosen wurde die Mehrzahl der kriegerischen Stämme befriedet; sie sind zu Viehzucht und Handel übergegangen. Obwohl die Rolle der kriegerischen Stämme sich von einem physischen Schutz zu einer politischen und wirtschaftlichen Führung änderte, blieb die Allianz der traditionell kriegerischen Gruppen mit jenen religiösen Stämmen erhalten.

### Zenaga
Zenaga, auch lahma genannt, sind Nachkommen der dem Adel tributpflichtigen Vasallen, neigen ethnisch und kulturell zu den Berbern und sind wie der Adel in kriegerische und religiöse Stämme unterteilt. Sie waren traditionell Beihilfe des Adels. Zenaga arbeiten im Viehzucht und kümmern sich um die Familien des Adels. Sie zahlten Individuum- und Gruppentribut 'legarama' für ihren Adel, der ihnen dafür Schutz und geistige Unterstützung gewährte. Jene Zenaga, die bei den kriegerischen Stämmen lebten, nennt man Freunde ('Les-hab'), während die bei den Geistigen lebenden Schüler 'Et-lamiz' genannt werden. Obwohl die französische Kolonialverwaltung die Tribute (Brauch) verboten hatte, wurden in einigen Gebieten bis in die 1960er Jahre Individualtribute in Form von Wehr- oder Erziehungsdiensten geleistet und die Gruppentribute wurden in Form von Handelswaren gezahlt.

### Handwerker und Unterhalter (Künstler)
Die zwei professionellen Kasten der maurischen Gesellschaft sind die geschickten Handwerker (maʿllemīn) und die Unterhalter (iggāwen). Die Handwerker praktizieren nicht nur, wie ihr Name andeutet, das Schmiedehandwerk und arbeiten im Metallbereich, sondern auch im Schmuckhandel, in der Holzverarbeitung, der Bronze- und Lederbearbeitung, Töpferei, Schuhmacherei und Weberei. Alle Berufe bis auf Lederarbeiten, das Weben und die Schneiderei wurden von Männern ausgeübt. Diese drei sind Aufgabe der Handwerksfrau (maʿllema, Pl. maʿllemat). Obwohl die Elite die Handwerker als Untertanen ansahen, wurden sie wegen ihrer wertvollen Produkte und Dienste in Mitte der Gemeinde aufgenommen und fast gleichgestellt.
Die Unterhalter, Poeten und Musiker bilden eine spezielle Gruppe. Die Gesellschaft der Mauren wie die Mehrzahl der islamischen Gesellschaften legt hohen Wert auf Poesie und Musik, gleichzeitig fürchten einige Mauren die Poeten und Musiker, denen sie geheime Kenntnisse und mystische Kräfte beimessen, die physisch oder politisch bedrohend sein könnten. Infolgedessen suchen die edlen Familien oft die Nähe der Unterhalter, um ihren Elitestatus auszudrücken, indem sie Unterhaltung und Schutz genießen.
Fischer, Salzbergarbeiter und die nomadischen Jäger sind wirtschaftlich und sozial am Rande der maurischen Gesellschaft und werden i. A. als außerhalb des Kastensystems stehend betrachtet.

## Schwarze Bidhan
Schwarze Mauren unterscheiden sich von den „Schwarzafrikanern“ durch ihre kulturelle Neigung zu den weißen Mauren sowie durch ihren kulturellen Abstand von Schwarzafrika. Meistens waren ihre Urahnen Sklaven in der maurischen Gesellschaft. Die maurische Gesellschaft akzeptierte selbst nach der Unabhängigkeit im Jahre 1960 weiterhin die Institution der Knechtschaft, man unterschied dabei drei Statustypen: die Vollsklaven, die Teilsklaven und die ehemaligen Sklaven genannt haratin (Sing. hartani). Die Zustände der Sklavenhaltung variierten von gütig bis hart und grausam. Die weißen Mauren besaßen die vollen Rechte über ihre Sklaven, einschließlich des Rechts, sie zu verkaufen oder sie wieder ausfindig zu machen. Die Knechtschaft wurde mehrfach verboten, zuletzt im Jahre 1980. Der Begriff abd (Sklave) wurde offiziell durch den Begriff für Freimann hartani ersetzt, aber die schwarzen Mauren werden weiterhin als sklavische Klasse betrachtet. Ihr Status und Rolle in der Gesellschaft haben sich nur wenig geändert.
Das islamische Gesetz forderte von muslimischen Sklavenhaltern, ihre Sklaven spätestens in der fünften Generation freizulassen. Die Haratin blieben jedoch gewöhnlich im Lager ihres ehemaligen Besitzers und besetzten weiterhin die Dienerrolle. Ob als Sklave oder Freimann, die schwarzen Mauren pflegten die Tiere ihrer Meister, dienten im Haushalt, pflanzten Palmen und Hirse oder arbeiteten in der Ernte von Gummiarabikum.

### Verwandtschaft und Eheschließung
Die Hauptverwandtschaft bei den Mauren ist patrilinear, ein gesellschaftliches Ordnungssystem, bei dem die Abstammung durch die väterliche Linie bestimmt wird, alle Kinder den Namen des Vaters tragen und seinem Stamm angehören. Bei den Sesshaften ist die kleinste patrilineare Einheit eine verwandte Männergruppe, die mit ihren Ehefrauen, Söhnen und unverheirateten Töchter die ausgedehnte Familie bilden, genannt Khayma oder ´ayla. Bei den nomadischen Gruppen ist die erhebliche Einheit die Lagergruppe, bestehend aus mehreren verwandten Abstammungseinheiten und ihren ausgedehnten Familien. Der Stamm 'Ghabila', der Unterstamm Vakhez, und die Abstammungseinheit 'Khayma' sind Gruppen eines immer größer werdenden Inklusivs, welche sämtlich auf dem Prinzip der patrilinearen Abstammung gründen.
Die Eheschließung ist fast immer endogamisch, innerhalb desselben Clans (Stamm). Islamische Ehevorschriften werden allgemein mit dem vorgezogenen Ehemodell zwischen den ersten Vettern und den strikten Verbot der Ehe zwischen Familienmitgliedern befolgt. Im Allgemeinen unterstreicht die Tradition die Ehe innerhalb desselben Stamms zuerst, dann auf dem gleichen Sozialniveau. Die Polygamie wird bei vielen Gruppen akzeptiert, aber ziemlich selten praktiziert. Nacheinander-Ehen hingegen sind alltäglich, besonders bei den Eliten. Die Ehe mit einer Witwe oder einer geschiedenen Frau erfordert weniger Aufwand als eine erste Ehe. Obwohl Leviratsehe erlaubt wird, die Ehe einer Witwe mit dem Bruder ihres verstorbenen Ehemannes, leben die Witwen i. A. bei einem ihrer Söhne, ehe sie wieder heiraten.